# Soconusco (Veracruz)
Soconusco (Xoconoxco o Lugar de tunas agrias en náhuatl, es una localidad en la Región Olmeca del estado mexicano de Veracruz. Limita al norte con Soteapan y Chinameca, al este con Jáltipan, al sur con Oluta y Texistepec, y al oeste con Acayucan. Su población es de 5.082 habitantes.

## Geografía
- Altitud: 68 m s. n. m.
- Latitud: 17°58′ N
- Longitud: 94°52′ O

## Presidentes municipales

### Presidente Período Partido
- Armando Rosas Limon. 1952- 1955
- Juan Garduza Cruz. 1955-1958
- José María Baruch Padua. 1958-1961
- Tirso Hernández Azamar. 1961-1964
- Silverio López Domínguez. 1964-1967
- Santos Trinidad Vázquez. 1967-1970
- Leonilo Nolasco Gabriel. 1970-1973
- Odórico Rosas González. 1973-1976
- Miguel Santos López. 1976-1979
- Wenceslao Patraca Sinforoso . 1979-1982
- Julio López Alor. 1982-1985 PRI
- Benjamin Fabián González. 1985-1988
- Rafael López Garduza. 1988-1991 PPS
- Jorge Baruch Márquez. 1992-1994 PRI
- Roberto Valentín Sinforoso. 1995-1997 PRI
- Luis Méndez Tejeda. 1998-2000 PRI
- Roberto Valentín Sinforoso. 2005-2007 CAFV
- Tomás Carmona Fonseca. 2001-2004 PAN
- Cuauhtémoc Baruch Custodio. 2008-2010 CAFV
- Jorge Alberto Baruch Custodio. 2011-2013 PAN
- José Francisco Baruch Custodio. 2014-2017 PAN
- Rolando Sinforoso Rosas. 2018-2021 MC[1]
- Lic. Cuauhtémoc Baruch Custodio. 2022 - 2025. Morena - PT  - Verde.

## La Feria de la sal
Es una tradicional feria autóctona que tiene mucha historia en su haber, recientemente, fue dañado la estructura de dicho pozo considerado como sagrado para el Pueblo de Soconusco, en su historia se cuenta que Moctezuma llegó a las tierras de Soconusco buscando un asentamiento, cuenta la leyenda que el emperador instaló su ejército en el ejido Benito Juárez a unos 7 kilómetros de la cabecera municipal, y ordenó que construyeran un pozo para beber agua y no morir de sed, como el emperador no encontraba agua ofreció su ejército como ofrenda a los dioses para que le proporcionara el vital líquido, el derramamiento de sangre que produjo dicho ofrecimiento provocó que los dioses se enojaran con Moctezuma y en vez de brotar agua de dicho pozo le envió sal, era una sal de color rosa pálido como haciéndole recordar la sangre derramada. En la dicho ejido año con año las mujeres longevas del municipio hacen sus ritos muy autóctonos sahumando al pozo, haciendo el trueque entre sus visitantes, y armonizar el ambiente sin enojos ni violencia, ya que si algna persona que va al pozo a cocer o extraer sal, lleva en su sangre la envidia, el odio o mala voluntad, la "chaneca" se enoja y no le permite la extracción de agua para hervir y obtener sal.
Gobierno del estado de Veracruz Y de México

## Celebración
Desde el primer día del mes de MAYO las mujeres se reúnen para extraer agua del pozo, el cual lo depositan en recipientes metálicos colocados en fuego de leña. Los hombres son los encargados de buscar la leña, la cual servirá para que con el agua que se extrajo del pozo iniciar un proceso de cocción y dar lugar a la cristalización o generación de sal. Cuando se obtiene la sal se procede a secarla colocándola en un pedazo de tela o manta para que escurra el agua sobrante. Esta es una tradición que se ha practicado durante aproximadamente 3 siglos, lo que  que con orgullo llevan como un legado cultural de sus antepasados.